# Moldova autópályái
Ez a lap Moldova autópályáit (moldávul:Autostradă) tartalmazza.

## Lista
| Szám | Útvonal                                           | Hossz     | Hossz    |
| Szám | Útvonal                                           | Jelenlegi | Végleges |
| M1   | Chișinău – Románia                                | 97 km     | 97 km    |
| M2   | Chișinău – Orhei - Soroca - Ukrajna               | 185 km    | 185 km   |
| M3   | Chişinău - Hîncești - Cimișlia - Comrat - Románia | 193 km    | 217 km   |
| M4   | Ukrajna- Rîbnița - Dubăsari- Tiraspol             | 178 km    | 178 km   |
| M14  | Románia - Edineț – Bălți - Ukrajna                | 370 km    | 370 km   |
| M21  | Chişinău - Dubăsari - Ukrajna                     | 60 km     | 60 km    |
| ---- | ------------------------------------------------- | --------- | -------- |